# Allodonta basipuncta
Allodonta basipuncta är en fjärilsart som beskrevs av Matsumura 1929. Allodonta basipuncta ingår i släktet Allodonta och familjen tandspinnare. Inga underarter finns listade i Catalogue of Life.